# Femme (Arp)
Pour les articles homonymes, voir Femme.
Femme est une œuvre de Jean Arp réalisée en 1927 et représentant une femme nue stylisée. Elle est conservée au musée national d'Art moderne, à Paris.